# Ongran
Ongran è una storica ed antichissima famiglia nobile piemontese, anticamente detta anche Hongran.
Questa famiglia dette il nome alla importante ed estesa località (quartiere) di Ongran (posta nel territorio nizzardo nei pressi di Peille), ove la famiglia risiedette, esercitando giurisdizione sulle terre circostanti, dall'XI secolo fino al 1400 circa. È citata in numerose pubblicazioni specializzate in storia del territorio nizzardo. Ongran era un paese che fu distrutto nel XIII secolo; era una delle ultime terre del contado di Cimela, a levante di Toetto nella parte settentrionale di Peglia, dov'è un luogo che ne conserva il nome: in cima a un colle esistono i ruderi di antichi fabbricati che hanno il nome di S. Giovanni d'Ongran; ponte di Passo d'Ongran è chiamato un vecchio ponte in pietra sul vicino torrente che tragitta in altro luogo che ha la stessa denominazione. Nel medioevo il paese di Ongran veniva chiamato Ongraniacum e in tempi più bassi Ongranium; da una carta dell'Archivio dell'Abazia di S. Ponzio abbiamo una citazione nell'870 di "Ongraniaco villa huius comitatus Cemenelensis".
Il nome di detta località figura ancora in antichissime carte: una del 1078 circa fa menzione di molte chiese sottoposte alla giurisdizione ed al dominio dei Monaci di S. Ponzio, fra le quali viene citata la “Ecclesia S.Simeonis de Ongranio"; altrove apprendiamo che Isnardo Vescovo di Nizza, nel 1108, accordava in dono ai suoi Canonici alcuni Castelli, fra i quali quello di “Ungraini superioris“; simile concessione faceva il Vescovo Arnaldo nel 1159. Altro vicino centro abitato con castello signorile, citato nella stessa epoca, era denominato Ongran "inferior" con la chiesa di S.Giovanni.
Primo personaggio di questa famiglia di cui si abbia notizia è Amedeo (firmatario di un atto di donazione del 1144), seguace di Guglielmo conte di Ventimiglia. Bertrando (1272) ereditò le terre di Guglielmo di Peglia (Peille) ove,  dopo l'assassinio di Guglielmo di Ongran, la famiglia si trasferì, avendole la gente di Peglia ivi costruita una nuova dimora; dopo la distruzione del castello di Ungran, il relativo territorio fu unito a quello di Peglia, mantenendo comunque fino ad oggi la sua originaria denominazione (località e Passo di Ongran).
Nel corso del XV secolo a seguito di una catastrofe avvenuta a Peglia la famiglia si trasferì a Saint Sauveur sur Tinee, ove rimase fino ai primi dell'Ottocento (epoca alla quale prese stabile dimora in Nizza): sempre qualificati "nobili", i suoi componenti furono notai, sacerdoti, sindaci, ricchi negozianti. La famiglia aveva ottenute patenti di nobiltà anche da Carlo 7º Re di Francia in ricompensa dei prestiti di denaro fatti al governo.
Tra gli altri personaggi di questa famiglia citiamo: Onorato (1540) Giacomo (1600), Giannino o Gioanetto (1639), Giuseppe (1678), Luigi (1700). Giuseppe Antonio, figlio di Ludovico, ricco commerciante di legno, fu investito con i suoi successori dal Duca di Savoia di un feudo in S.Salvatore il 6 settembre 1760; morì nel 1765 lasciando considerevoli fondi alla chiesa del suo paese ed ebbe sepoltura nella chiesa di S. Francesco d'Assisi in Nizza (dove si era trasferito nel 1740-50), nel monumento sepolcrale da lui fatto erigere e concesso a lui e suoi successori (la chiesa fu poi distrutta durante la rivoluzione francese). Il figlio primogenito avvocato Lodovico Antonio Onorato (nato nel 1724) ottenne conferma dell'investitura del feudo in San Salvatore dalla R. Camera dei Conti il 9 dicembre 1766; il figlio secondogenito Giuseppe Francesco, che aveva sposata Francesca figlia del Barone Caravadossi, costruì il suo palazzo in via S.Francesco di Paola ed ottenne il titolo di conte di Fiano con giurisdizione sul relativo feudo (7 marzo 1772): morì senza lasciar prole e il titolo fu inutilmente rivendicato dal fratello e dai suoi discendenti.
Pietro Giuseppe Antonio (n. 1749, m. 1812), figlio del predetto Lodovico, fu Capitano dei Granatieri del reggimento di Nizza: sposò Teresa dei Baroni Galea della Maddalena. Rimasti fedeli a Casa Savoia, gli Ongran emigrarono nel 1793 ed i loro beni furono confiscati; rientrarono in patria nel 1815, subito dopo appellandosi d'Ongran de Saint Sauveur (ancora nel 1860 i d'Ongran votarono a favore dei Savoia). Suo figlio Luigi Gaetano (1786-1857), tenente colonnello nella Brigata di Cuneo, cavaliere dell'ordine dei SS. Maurizio e Lazzaro, primo Console di Nizza (1825), fu creato conte con i discendenti primogeniti il 25 maggio 1824 da Re Carlo Felice; sposò la contessa Elisabetta Michaud de Beaureatur e fu sepolto nella elegante cappella gentilizia di Cimiez (Nizza), tuttora esistente.
Con Giuseppe (1852-1898), figlio del precedente e sposo in prime nozze di Maria Seassau, si estinse la linea maschile della famiglia. (dalla seconda moglie Maria Galea dei baroni della Maddalena ebbe due figlie, Rita e Vittoria). Sulla facciata del suo palazzo, in Piazza Massena 13, figura ancora l'arma di famiglia, attestata dal XVII secolo in Saint-Sauveur.
Una genealogia è stata stilata da Gerard Colletta nella sua pubblicazione "Saint-Sauveur sur Tinee" (ed. Serre, 2006).
Il nome continua nella casa Serlupi per il matrimonio di Angela, figlia di primo letto di Giuseppe, con il Marchese Alfonso Serlupi, al quale fu concesso di aggiungere al proprio il nome d'Ongran, per sé e per i suoi discendenti, con D. Luog. 1º marzo 1917 previo parere della Regia Consulta Araldica.
La famiglia dei marchesi Serlupi d'Ongran patrizi romani è oggi rappresentata dai figli del marchese don Giuseppe Serlupi d'Ongran e di donna Anna Maria dei principi Borghese e risiede a Firenze.
La famiglia d'Ongran è “quarto” ricevuto nel S.M. Ordine di Malta nel processo del Conte Alessandro Mariotti Solimani Cav. d'on. e dev. (26.4.1991).